# Giona (nome)
Giona  è un nome proprio di persona italiano maschile.

## Varianti in altre lingue
- Arabo: يونس (Yunus)[2]
- Catalano: Jonàs[6]
- Ceco: Jonáš[2]
- Danese: Jonas[2]
- Ebraico: יוֹנָה (Yonah)[1][2][5]
- Femminili: יוֹנִית (Yonit)[7],  יוֹנִינָה (Yonina)[7]
- Estone: Joonas[2]
- Finlandese: Joonas[2], Joona[2]
- Friulano: Jone[8]
- Galiziano: Xonás[6]
- Georgiano: იონა (Iona)[2]
- Greco biblico: Ἰωνᾶς (Ionás)[1][2][5]
- Inglese: Jonah[2][9]
- Islandese: Jónas[2]
- Latino: Ionas[2][5], Iona[2], Jonas[1], Jona[1]
- Norvegese: Jonas[2]
- Olandese: Jonas[2]
- Russo: Иона (Iona)[2]
- Slovacco: Jonáš[2]
- Spagnolo: Jonás[6]
- Svedese: Jonas[2]
- Tedesco: Jonas[2]
- Turco: Yunus[2]
- Ungherese: Jónás[2]

## Origine e diffusione

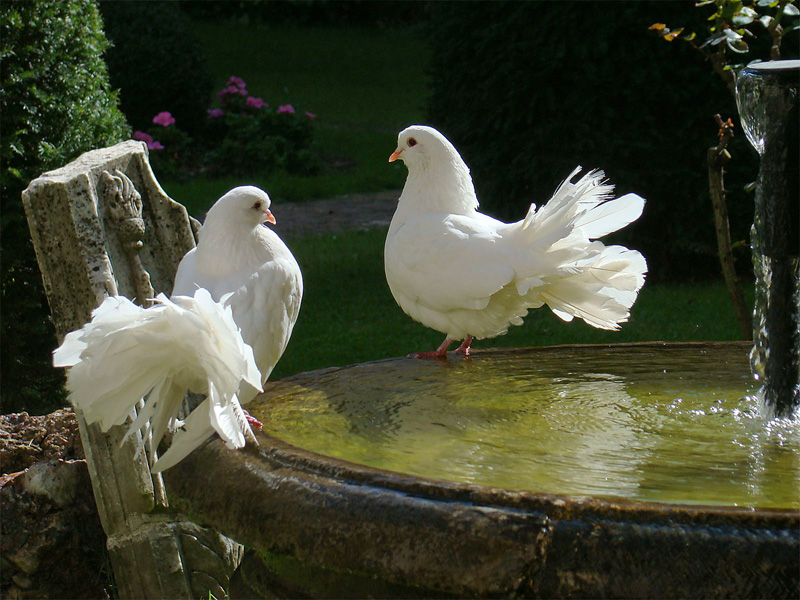
Due colombe

Deriva dal nome ebraico יוֹנָה (Yonah), che vuol dire "colomba"; ha quindi lo stesso significato dei nomi Colombo, Paloma, Jemima, Dove e Semiramide.
Il nome è portato, nella Bibbia, dal profeta minore Giona, noto principalmente per essere stato ingoiato da un grande pesce, una storia molto popolare già nel Medioevo.
In Italia il nome gode di scarsa diffusione, ed è disperso su tutto il territorio nazionale, con una maggiore percentuale nella provincia di Udine (per via di san Giona Sabaita, particolarmente venerato in Friuli). In inglese è attestato occasionalmente sin dal XIII secolo, nella forma ellenizzata Jonas; la forma corrente, Jonah, si diffuse solo dopo la Riforma protestante. In Scandinavia, dove può anche costituire una forma abbreviata di Johannes, è divenuto piuttosto popolare negli ultimi decenni.

## Onomastico

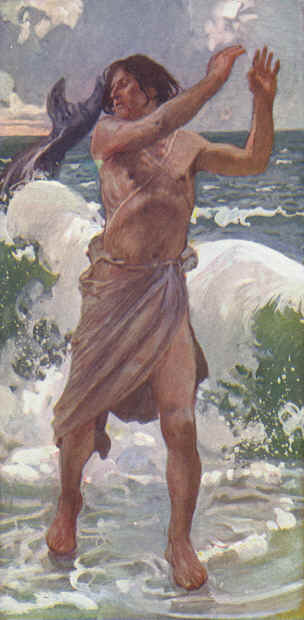
Giona, di James Tissot

L'onomastico si può festeggiare in memoria di più santi, alle date seguenti:
- 11 febbraio, san Giona, detto "di Muchon", "di Demeskenyanos" o "il giardiniere", discepolo di Pacomio e monaco in Egitto[1][4][11]
- 14 febbraio, san Giona, confessore[1]
- 29 marzo, san Giona di Hubaham, monaco e martire col fratello Barachisio in Persia sotto Sapore II[1][4][11]
- 31 marzo (o 15 giugno), san Giona, metropolita di Mosca, venerato dalle Chiese orientali[1][12]
- 21 settembre, san Giona, profeta biblico[1][6][11][12]
- 21 o 22, san Giona "Sabaita", eremita nel monastero Mar Saba in Palestina nel IX secolo[1][12]
- 22 settembre, san Giona, discepolo di san Dionigi, sacerdote e martire a Parigi o a Chartres[1][4][11]

## Persone
- Giona di Bobbio, monaco, storico e agiografo italiano
- Giona di Mosca, religioso russo
- Giona d'Orléans, vescovo cattolico francese
- Giona Ostinelli, compositore svizzero

### Variante Jonah

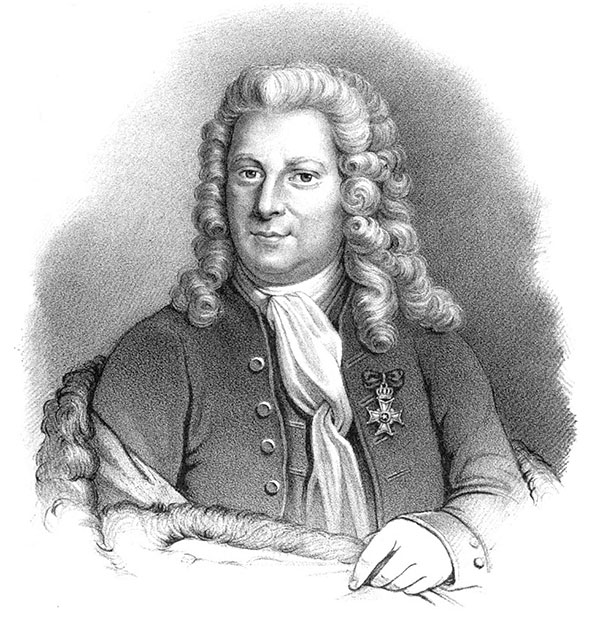
Jonas Alströmer

- Jonah Bobo, attore e doppiatore statunitense
- Jonah Hill, attore e sceneggiatore statunitense
- Jonah Lehrer, scrittore statunitense
- Jonah Lomu, rugbista a 15 neozelandese

### Variante Jonas

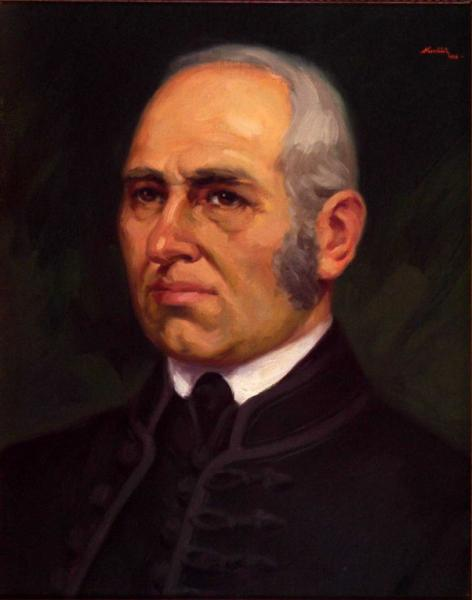
Jonáš Záborský

- Jonas Alströmer, imprenditore svedese
- Jonas Furrer, avvocato e giurista svizzero
- Jonas H. Ingram, ammiraglio statunitense
- Jonas Kaufmann, tenore tedesco naturalizzato svizzero
- Jonas Lie, scrittore norvegese
- Jonas Offrell, presbitero e inventore svedese
- Jonas Poole, esploratore inglese
- Jonas Salk, medico e scienziato statunitense

### Variante Jónas
- Jónas Hallgrímsson, poeta islandese
- Jónas Sævarsson, calciatore islandese
- Jónas Þór Næs, calciatore faroese

### Altre varianti
- Yunus Emre, poeta e sufi turco
- Yunus, primo sovrano del sultanato di Agadez
- Jonás Gutiérrez, calciatore argentino
- Joonas Kolkka, calciatore finlandese
- Yunus Nazri, calciatore e giocatore di calcio a 5 malaysiano
- Joona Puhakka, tuffatore finlandese
- Jonáš Záborský, scrittore, poeta, storico, giornalista, teologo, insegnante e presbitero slovacco
- Joona Toivio, calciatore finlandese

## Il nome nelle arti
- Jonas Fink è un personaggio dei fumetti di Vittorio Giardino.
- Jonah Hex è un personaggio dei fumetti DC Comics.
- J. Jonah Jameson è un personaggio dei fumetti Marvel Comics.
- Jonas Quinn è un personaggio della serie televisiva Stargate SG-1.